# Pieta van Dishoeck
Pieta Roberta van Dishoeck (* 13. Mai 1972 in Hilversum) ist eine ehemalige niederländische Ruderin. 
Die 1,78 m große Pieta van Dishoeck von der Rudervereinigung Skøll in Amsterdam rückte 1997 zu Eeke van Nes in den Doppelzweier, bei den Weltmeisterschaften belegten die beiden den vierten Platz. 1998 dominierten die beiden Niederländerinnen den Weltcup mit Siegen in Hazewinkel und Luzern, bei den Weltmeisterschaften in Köln siegten die Amerikanerinnen Batten/Lindsay vor den Niederländerinnen. Im Jahr darauf, bei den Weltmeisterschaften in Kanada, siegte der deutsche Zweier mit Thieme/Boron vor den Chinesinnen, van Nes und van Dishoeck erhielten die Bronzemedaille.
Thieme/Boron siegten auch im Finale der Olympischen Spiele 2000, Eeke van Nes und Pieta van Dishoeck erkämpften sich dahinter die Silbermedaille. Beide gewannen eine weitere Silbermedaille mit dem niederländischen Achter hinter den rumänischen Titelverteidigerinnen. 